# DR Nyheder
 Der er for få eller ingen kildehenvisninger i denne artikel, hvilket er et problem. Du kan hjælpe ved at angive troværdige kilder til de påstande, som fremføres i artiklen.

DR Nyheder blev oprettet i 1998 og er det organisatoriske begreb for DR's samlede nyheds- og sportsformidling, og indeholdt bl.a. Radioavisen, TV-Avisen og DR Sporten. Efter en organisationsændring, hvor bl.a. nyhedsdirektør Lisbeth Knudsen blev afskediget, blev det samlende navn for DR's nyhedstjenester afskaffet. Men ved endnu en ændring af organisationen i november 2007 blev navnet genindført under divisionschef Ulrik Haagerup. Et stort, rødt logo med navnet DR Nyheder kan ses på det overbliksbillede fra news room, som tidligere var starten på alle TV-Aviser, inden TV-Avisen skiftede til DR’s Studie 14.
Senere anvendtes navnet desuden for en dansk, digital radiokanal der på DAB sendte den seneste version af DR's Radioavisen samt sportsnyheder. Indtil den 22. december 2006 sendte kanalen kun Radioavisen, men da kanalen DR Sporten blev stoppet, begyndte DR Nyheder også at sende sportsnyheder.
Radiokanalen DR Nyheder er nu lukket.[kilde mangler]
Navnet "DR Nyheder" anvendes nu for en app, ligesom det tidligere har været anvendt for en YouTube-kanal, men i 2022 rebrandede kanalen sig til DR Essensen, hvor indholdet produceres af DR P3.
I januar 2021 var der et direktørområde betegnet "DR Nyheder, Aktualitet og Distrikter" med Sandy French som direktør.